# Bokondji Imama
Bokondji Imama ou Boko Imama (né le 3 août 1996 à Montréal au Québec) est un joueur professionnel canadien de hockey sur glace.

## Biographie

### Enfance et carrière junior
Né à Montréal de parents originaires de la République démocratique du Congo, Imama grandit dans le quartier Notre-Dame-de-Grâce où il commence à jouer au football américain et au hockey sur glace. Il déplore plus tard la différence de traitement des deux sports dû à la composition démographique de ses participants. En 2012, il est repêché au 65e rang par le Drakkar de Baie-Comeau dans le repêchage de la LHJMQ. Le 4 janvier 2015, il est échangé au Sea Dogs de Saint-Jean contre deux choix au repêchage, un au premier et l'un au deuxième tour. À la fin de cette saison, il est repêché au 180e rang au total par le Lightning de Tampa Bay lors du repêchage de 2015. Nouvel assistant-capitaine de Saint-Jean, il est au centre d'une controverse en décembre 2015 alors qu'il quitte le banc de son équipe pour aller à la défense de Joseph Veleno, qui venait de se faire frapper par derrière par Kelly Bent du Mooseheads d'Halifax. Ce geste lui vaut une suspension de quinze matchs, mais aussi le support de son équipe qui l'applaudit d'avoir pris la défense d'un coéquipier.

### Carrière professionnelle
Le 31 mai 2017, il est acquis par les Kings de Los Angeles contre un choix de septième ronde, à la condition qu'Imama signe avec l'équipe. Imama commence sa carrière professionnelle en 2017 avec le club-école des Kings, le Reign d'Ontario, avec lesquels il passe l'intégralité de son contrat d'entrée à l'exception d'un court passage avec les Monarchs de Manchester de l'ECHL.
Cependant, il se retrouve au centre de l'attention en janvier 2020 alors qu'il est victime de commentaires racistes par Brandon Manning des Condors de Bakersfield durant un match entre les deux équipes. Manning fait ses excuses à la suite du match et est suspendu pour cinq rencontres. Imama répond en réitérant sa fierté d'être un Afro-Canadien dans un sport majoritairement blanc. Le 8 février 2020, tout juste après la fin de suspension de Manning, les deux équipes se rencontrent de nouveau, et un combat éclate entre Imama et Manning. Le Montréalais sort vainqueur de ce duel. Tout en précisant qu'il ne déteste pas le joueur, Imama dit plus tard qu'il aurait aimé en venir aux coups avec le joueur à chaque rencontre, mais s'est retenu pour ne pas salir la cause des autres joueurs racisés dans le hockey. À la suite de la mort de George Floyd, l'incident revient sur l'avant de la scène, ce qui pousse Imama à discuter des discriminations raciales qu'il a vécu durant la totalité de sa carrière, particulièrement depuis son déménagement en Californie. Ceci inclut de nombreux cas de contrôle policier, dont l'un de plus d'une heure lui ayant fait manquer un entraînement de l'équipe.
Le 19 octobre 2020, il signe un nouveau contrat d'un an avec le Kings où Imama gagnerait 735 000 dollars s'il joue dans la LNH. Après avoir passé la saison dans la LAH en tant qu'assistant-capitaine du Reign, ses droits sont échangés aux Coyotes de l'Arizona le 24 juillet 2021 en compagnie de Cole Hults en retour de Brayden Burke and Tyler Steenbergen. Quelques jours plus tard, il signe un contrat d'un an avec l'équipe.
Le 12 janvier 2022, Imama est de nouveau victime d'un geste raciste alors qu'il évolue avec les Roadrunners de Tucson, le club-école des Coyotes. Cette fois-ci, le geste est commis par Kryštof Hrabík des Barracuda de San José. À la suite de l'action, Travis Barron, un coéquipier d'Imama, va confronter Hrabík sur la glace. Ce dernier est suspendu 30 matchs pour le geste,. Le 22 avril 2022, Imama joue son premier match dans la LNH alors que les Coyotes affrontent les Capitals de Washington. Il joue 4 minutes et 4 secondes dans une défaite de 2 à 0. Le lendemain, il marque son premier but dans la ligue sur une passe d'Alexander Galchenyuk alors que les Coyotes affronte les Blues de Saint-Louis.

### Vie privée
Imama vit à Châteauguay, en banlieue de Montréal.

## Statistiques
| Saison     | Équipe                           | Ligue      |    | Saison régulière | Saison régulière | Saison régulière | Saison régulière | Saison régulière |   | Séries éliminatoires | Séries éliminatoires | Séries éliminatoires | Séries éliminatoires | Séries éliminatoires |
| Saison     | Équipe                           | Ligue      | PJ | B                | A                | Pts              | Pun              | PJ               | B | A                    | Pts                  | Pun                  |                      |                      |
| 2010-2011  | Nationals Bantam AAA de Montréal | MMBAA      | 24 | 15               | 5                | 20               | 33               | -                | - | -                    | -                    | -                    |                      |                      |
| 2011-2012  | Rousseau Royal de Laval-Montréal | LHJAAAQ    | 43 | 7                | 9                | 16               | 30               | -                | - | -                    | -                    | -                    |                      |                      |
| 2012-2013  | Drakkar de Baie-Comeau           | LHJMQ      | 44 | 3                | 3                | 6                | 34               | 5                | 0 | 0                    | 0                    | 9                    |                      |                      |
| 2013-2014  | Drakkar de Baie-Comeau           | LHJMQ      | 59 | 7                | 8                | 15               | 101              | 14               | 0 | 4                    | 4                    | 14                   |                      |                      |
| 2014-2015  | Drakkar de Baie-Comeau           | LHJMQ      | 36 | 10               | 9                | 19               | 89               | -                | - | -                    | -                    | -                    |                      |                      |
| 2014-2015  | Sea Dogs de Saint-Jean           | LHJMQ      | 23 | 3                | 6                | 9                | 48               | 5                | 0 | 1                    | 1                    | 6                    |                      |                      |
| 2015-2016  | Sea Dogs de Saint-Jean           | LHJMQ      | 48 | 7                | 12               | 19               | 86               | 10               | 1 | 3                    | 4                    | 15                   |                      |                      |
| 2016-2017  | Sea Dogs de Saint-Jean           | LHJMQ      | 66 | 41               | 14               | 55               | 105              | 18               | 8 | 7                    | 15                   | 22                   |                      |                      |
| 2017-2018  | Reign d'Ontario                  | LAH        | 38 | 0                | 1                | 1                | 59               | -                | - | -                    | -                    | -                    |                      |                      |
| 2018-2019  | Reign d'Ontario                  | LAH        | 34 | 3                | 3                | 6                | 71               | -                | - | -                    | -                    | -                    |                      |                      |
| 2018-2019  | Monarchs de Manchester           | ECHL       | 13 | 1                | 5                | 6                | 37               | 10               | 3 | 2                    | 5                    | 6                    |                      |                      |
| 2019-2020  | Reign d'Ontario                  | LAH        | 50 | 4                | 10               | 14               | 134              | -                | - | -                    | -                    | -                    |                      |                      |
| 2020-2021  | Reign d'Ontario                  | LAH        | 31 | 9                | 5                | 14               | 56               | 1                | 0 | 0                    | 0                    | 10                   |                      |                      |
| 2021-2022  | Roadrunners de Tucson            | LAH        | 54 | 5                | 7                | 12               | 178              | -                | - | -                    | -                    | -                    |                      |                      |
| 2021-2022  | Coyotes de l'Arizona             | LNH        | 4  | 1                | 0                | 1                | 5                | -                | - | -                    | -                    | -                    |                      |                      |
| 2022-2023  | Roadrunners de Tucson            | LAH        | 50 | 5                | 10               | 15               | 109              | 3                | 0 | 0                    | 0                    | 6                    |                      |                      |
| 2022-2023  | Coyotes de l'Arizona             | LNH        | 5  | 0                | 0                | 0                | 5                | -                | - | -                    | -                    | -                    |                      |                      |
| 2023-2024  | Senators de Belleville           | LAH        | 53 | 3                | 7                | 10               | 115              | 7                | 1 | 2                    | 3                    | 16                   |                      |                      |
| 2023-2024  | Sénateurs d’Ottawa               | LNH        | 6  | 0                | 0                | 0                | 7                | -                | - | -                    | -                    | -                    |                      |                      |
| Totaux LNH | Totaux LNH                       | Totaux LNH | 15 | 1                | 0                | 1                | 17               | -                | - | -                    | -                    | -                    |                      |                      |